# Igor Abakoumov
Pour les articles homonymes, voir Abakoumov.
Igor Abakoumov (né le 30 mai 1981 à Berdiansk en Ukraine) est un coureur cycliste professionnel belge, d'origine ukrainienne. Il est naturalisé belge en 2001.

## Palmarès
- 1999
  - Grand Prix Général Patton
- 2001
  - 2e du Circuit du Westhoek
- 2002
  - 2e étape du Tour de Slovaquie
- 2003
  - 4e étape du Tour de Tarragone
  - Romsée-Stavelot-Romsée
  - 5e étape de l'International Cycling Classic
  - 3e du Tour de Düren
- 2004
  - Tour du Nord des Pays-Bas (ex æquo avec 21 coureurs)[n 1]
- 2005
  - 2e de la Nokere Koerse
  - 3e du Grand Prix de Wallonie
- 2006
  - 2e étape du Tour de l'Ain

## Classements mondiaux
| Année                  | 2005 | 2006 | 2007 | 2008 | 2009 |
| ---------------------- | ---- | ---- | ---- | ---- | ---- |
| Calendrier mondial UCI |      |      |      |      | 246e |
| UCI Asia Tour          |      |      |      |      | 220e |
| UCI Europe Tour        | 128e | 175e |      | 296e | 657e |